# بابونه کاذب قفقازی
بابونه کاذب قفقازی (نام علمی: Tripleurospermum caucasicum) نام یک گونه از سرده بابونه کاذب است.